# وست پوینت (کنتاکی)
وست پوینت (به انگلیسی: West Point) شهری در ایالت کنتاکی کشور ایالات متحده آمریکا است که جمعیت آن در سرشماری سال ۲۰۱۰ میلادی، ۷۹۷ نفر بوده‌است.